# Cantó de Matoury
El cantó de Matoury és una antiga divisió administrativa francesa situat a la regió d'ultramar de la Guaiana Francesa. Va desaparèixer el 2015.

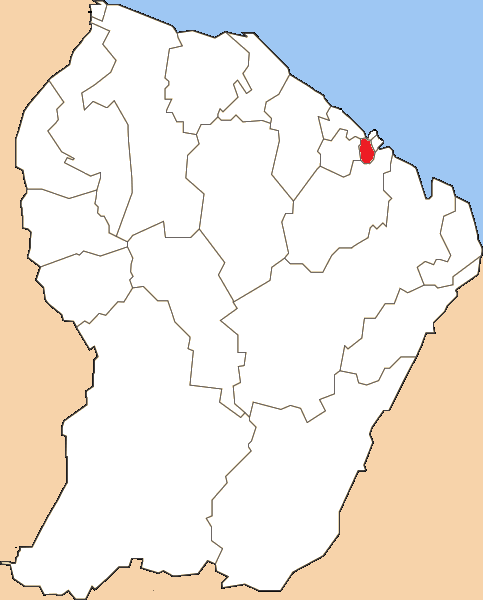
Cantó de Matoury

## Composició
El cantó aplega la comuna de Matoury:
| Data d'elecció                           | Identitat             | Partit | Qualitat |
| ---------------------------------------- | --------------------- | ------ | -------- |
| 2001-2015                                | Jean-Pierre Roumillac | UMP    |          |
| les dades anteriors no són pas conegudes |                       |        |          |
|                                          |                       |        |          |